# بیابو
بیابو (به لاتین: Biabou) یک منطقهٔ مسکونی در سنت وینسنت و گرنادین‌ها است که در شارلوت پریش، سنت وینسنت و گرنادین‌ها واقع شده‌است.